# Nyctibatrachus anamallaiensis
Nyctibatrachus anamallaiensis es una especie de anfibio anuro de la familia Nyctibatrachidae.

## Distribución geográfica
Esta especie es endémica de Tamil Nadu en la India.

## Etimología
Su nombre de la especie, compuesto de anamal[l]ai y el sufijo latín -ensis, significa "que vive, que habita", y le fue dado en referencia al lugar de su descubrimiento, las montañas de Anamallai.

## Publicación original
- Myers, 1942 : A new frog from the Anamallai Hills, with notes on other frogs and some snakes from South India. Proceedings of the Biological Society of Washington, vol. 55, p. 49-56[4]